# Steffi Pawlowski
Stefanie „Steffi“ Berta Pawlowski (auch Stephana Pawlowski; * 17. April 1905 in Altstadt, Österreichisch-Schlesien; † nach 1967) war eine deutsch-österreichische Dichterin und Schriftstellerin. 

## Leben
Stefanie „Steffi“ Berta Pawlowski wurde am 17. April 1905 in Altstadt geboren. Die Stadt war Teil von Österreichisch-Schlesien und lag damit bis zum Kriegsende 1918 in den österreichischen Kronlanden. Pawlowski wuchs in einer kinderreichen Bauernfamilie auf und ging später als Erzieherin in die polnischen Großstädte. Während der Vertreibungen von deutschsprachigen Personen als Folge des Zweiten Weltkriegs wurde Pawlowski von ihrer Familie getrennt. Nach dem Krieg siedelte sie sich mit ihrer Familie in Bayern am Klettenberg im Kitzinger Stadtteil Hoheim an. Bereits auf der Flucht entstand im Jahr 1947 ein erster Roman.
Mit dem Erscheinen eines dritten Romans im Jahr 1957, der vom Kölner Verlag J. P. Bachem herausgegeben wurde, endete das Wirken Pawlowskis als belletristische Autorin. Über ihr weiteres Leben liegen keine Informationen vor, im Jahr 1967 lebte sie noch.

## Werke (Auswahl)
Die Romane der Autorin sind alle im Zweiten Weltkrieg und der unmittelbaren Nachkriegszeit angesiedelt. Die Figuren warten auf im Krieg vermisste Personen oder werden von den Kriegsgeschehen auf andere Art beeinflusst. Angesiedelt sind die Geschichten in ländlichen Regionen, wobei mit dem „Haus der Ungewollten“ auch die bayerische Provinz thematisiert wird. Bei der Arbeit an „Jörg wartet auf den Vater“ wurde sie von Karl Schmidt-Wolfratshausen unterstützt, der Illustrationen beisteuerte.
- Die Mutter vom Bärnerhof. Josef Habbel, Regensburg 1947.
- Jörg wartet auf den Vater. Holzner Verlag, Kitzingen 1953.
- Haus der Ungewollten. J. P. Bachem Verlag, Köln 1957.[2]